# Anschlag (Zeitschrift)
Die Zeitschrift Anschlag war vom Sommer 1964 bis zur Auflösung der Gruppe 1966 die Zeitschrift der Subversiven Aktion, einer kleinen gesellschafts- und konsumkritischen Gruppe, die von 1963 bis 1966 in München, Erlangen, Stuttgart und West-Berlin bestand.
Die Gruppe gab von 1964 an die Zeitschrift Anschlag heraus, die ein breites Spektrum an emanzipatorischen linksgerichteten Theorien behandelte. Rudi Dutschkes Beiträge dazu behandelten vor allem die Themen Neomarxismus, Dritte Welt und Befreiungsbewegungen. Im Januar 1965 nahm der Sozialistische Deutsche Studentenbund (SDS) die Westberliner Teilgruppe auf. Mit der Trennung von Dieter Kunzelmann im April 1966 endete die Subversive Aktion. Der SDS und die 1967 gegründete Kommune I griffen jedoch manche ihrer Ideen und Aktionsformen auf, so dass sie die Westdeutsche Studentenbewegung der 1960er Jahre mit beeinflusste.

## Zeitschrift
Ab Sommer 1964 publizierte die Gruppe eine Zeitschrift mit dem doppeldeutigen Titel Anschlag, um ihre Theorien und Aktionsformen zur Debatte zu stellen, neue Mitglieder zu werben und Einnahmen zu erzielen. Die Berliner Gruppe besaß eine Rotaprint-Druckmaschine und erstellte damit Raubdrucke von kaum bekannten Texten aus der Zeit zwischen den Weltkriegen. Kunzelmann bevorzugte dabei Texte des Sexualpsychologen Wilhelm Reich, Dutschke Texte des Leninismus-kritischen Kommunisten Karl Korsch. Potentielle Käufer waren Seminaristen zu Themen wie „Marxismus und Philosophie in den 20er Jahren“. Mit dem Erlös sollten wiederum Texte für ausländische linke Gruppen gekauft werden. Damit wurde die Subversive Aktion zeitweise zu einer Art Untergrundverlag.
Die Zeitschrift bestand bis zur Auflösung der Gruppe 1966 und wurde mit Wachsmatrize im Papierformat DIN A4 hergestellt. Rudi Dutschke (unter dem Pseudonym Joffé, A.) und Bernd Rabehl (Pseudonym Menzel, R.) vertraten die Berliner Redaktion mit dem Konzept „historisch-ökonomischer Analysen“. Die einzelnen Nummern des Anschlags wurden bei überregionalen Gruppentreffen entworfen, die die Teilnehmer ironisch als „Konzile“ bezeichneten. Beim ersten „Konzil“ 1964 in Bad Wiessee waren Dieter Kunzelmann, Frank Böckelmann (bis 1964 Chefredakteur der literarischen Studentenzeitung TEXTUREN, München), Christofer Baldeney, Rodolphe Gasché, Herbert Nagel, die Dekorateurin Marion Steffel-Stergar (Kunzelmanns damalige Freundin) und der Berliner Grafiker und Drucker Peter Pusch vertreten. Das zweite „Konzil“ fand vom 26. bis zum 30. September in Hamburg statt. Die Teilnehmer versuchten, einen internen Gruppenkonflikt zu überbrücken, entwarfen ein langfristiges aktionistisches Konzept für den SDS und Versuche, Betriebsräte zu politisieren. In der Folge kam es zu Auseinandersetzungen mit örtlichen Institutionen des SDS und zur Übernahme von Referaten und der Zusammenarbeit mit SDS-oppositionellen Gruppen wie der rätesozialistischen Gruppierung der Gesellschaft für wissenschaftlichen Sozialismus und Zeitungen wie Schwarz auf Weiß, die Rudolf Gramke und Hans-Werner Sass herausgaben.
Inhaltlich brachte der Anschlag Artikel und Beiträge zu den Themen „Die Rolle der antikapitalistischen, wenn auch nicht sozialistischen Sowjetunion für die marxistischen Sozialisten in der Welt“, „Busenfrei als Symptom der Unfreiheit“ (Kunzelmann 1964), „Sozialimperialismus und Sozialdemokratie“ (Nr. 1), „Jugendkrawalle in der saturierten Gesellschaft“, „Die Bedeutung der Automation für eine revolutionäre Bewegung“ (Kunzelmann 1964), „Proletarischer Internationalismus und Imperialismus“ (Nr. 2), außerdem: „Situationisten, Subversive und ihre Vorgänger“ (Frank Böckelmann), „Leere. Über Jugendkrawalle vor 1968“ (Frank Böckelmann 1964), „Der falsche Schein der Totalität“ (Herbert Nagel, 1966) und andere.
Im April 1966 veränderte sich die ursprüngliche Zusammensetzung der Gruppe, die sich nun „Studiengruppe für Sozialtheorie“ nannte. Daraufhin wurde die Zeitschrift eingestellt.
Im Zuge seiner Wendung zum Nationalismus publizierte Bernd Rabehl im Mai 1999 unter dem Titel „Anschlag“ ein Heft in eigener Sache, das er an der Freien Universität Berlin verteilte. Er reagierte damit auf Studentenproteste gegen seine Rede „Nationalrevolutionäres Denken im antiautoritären Lager der Radikalopposition zwischen 1961/1980“ bei den „Bogenhausener Gesprächen“ (5. und 6. Dezember 1998) der rechten Burschenschaft Danubia München. Dort hatten auch Horst Mahler und Peter Furth als Redner teilgenommen. Mahler leitete Rabehls Text an die rechtspopulistische Zeitschrift Junge Freiheit weiter, die ihn dann veröffentlichte.